# عروس (فیلم ۲۰۱۵)
عروس (اسپانیایی: La novia‎) یک فیلم به کارگردانی پائولا اورتیز است که در سال ۲۰۱۵ منتشر شد.

## داستان
اقتباسی از نمایشنامه مشهور «عروسی خون» فدریکو گارسیا لورکا که روایتگر داستان دو مردی است که همزمان عاشق یک زن می‌شوند و این زن در دوراهی سختی قرار می‌گیرد.